# Miss International 1965
Miss International 1965, sesta edizione di Miss International, si è tenuta presso Long Beach, in California, il 13 agosto 1965. La tedesca Ingrid Finger è stata incoronata Miss International 1965.

## Risultati

### Piazzamenti
| Risultato finale        | Concorrente |
| ----------------------- | --- |
| Miss International 1965 | - Germania - Ingrid Finger |
| 2ª classificata         | - Stati Uniti - Gail Krielow |
| 3ª classificata         | - Italia - Faida Fagioli |
| 4ª classificata         | - Tahiti - Marie Tapare |
| 5ª classificata         | - Brasile - Sandra Penno Rosa |
| Semifinaliste           | - Corea del Sud - Kim Kyoung-sook - Danimarca - Lisbeth Lefeuve - Finlandia - Esti Östring - Inghilterra - Carol Crompton - Israele - Iris Bar-Or - Malaysia - Linda Lim Hong Eng - Paesi Bassi - Elaine Bollen - Perù - Lola Muro Macher - Spagna - Rafaela Roque Sánchez - Sudafrica - Diana Webster |

## Concorrenti
- Argentina - Alicia Raquel Arruabarrena
- Australia - Carole Jackson
- Austria - Hannelore Hogn
- Belgio - Monique Moret
- Brasile - Sandra Penno Rosa
- Canada  - Mary Lou Farrell
- Caraibi - Wilma Jay Albertha Millie
- Ceylon - Christine Muriel de Souza
- Cile - Matilde Erika Von Saint George Gonzalez
- Colombia - Regina Salcedo Herrera
- Corea del Sud - Kim Min-jin (nome vero: Kim Kyoung-sook)
- Costa Rica - Ana Koberg
- Danimarca - Lisbeth Lefeuve
- Ecuador - Maria Eugenia Mosquera Bañados
- Filippine - Isabel Barnett Santos
- Finlandia - Esti Östring
- Francia - Marie-France Perron
- Galles - Susan Strangemore
- Germania - Ingrid "Fiffi" Finger
- Giappone - Hiroko Fukushima
- Grecia - Vivi Niavi
- Guam - Bennett Ann Crisostomo
- Inghilterra - Carol Crompton
- Irlanda - Elizabeth Black
- Islanda - Rosa Einarsdóttir
- Israele - Iris Bar-Or
- Italia - Faida Fagioli
- Lussemburgo - Yvy Georges
- Malaysia - Linda Lim Hong Eng
- Nicaragua - Patricia Estela Mena
- Norvegia - Aud "Brit" Jansen
- Nuova Zelanda - Janice Esmae Barkley
- Paesi Bassi - Elaine Bollen
- Panama - Silvia García
- Perù - Lola Muro Macher
- Porto Rico - Iraida Palacios
- Scozia - Anne Snape Smith
- Spagna - Rafaela Roque Sánchez
- Stati Uniti - Gail Karen Krielow
- Sudafrica - Diana Webster
- Svezia - Agneta Evelyn Holst
- Tahiti - Marie Tapare
- Turchia - Zerrin Arbas
- Venezuela - Thamara Leal